# هيراي مومو (مغنية)
هيراي مومو (باليابانية: 平井もも) من مواليد 9 تشرين الثاني/نوفمبر 1996 هي مغنية وراقصة يابانية مُقيمة حاليًا في كوريا الجنوبية.  ظهرت لأول مرة في عام 2015 كعضوٍ في فرقة الفتيات الكورية الجنوبية توايس وهي ثالث عضوة يابانية بالفرقة إلى جانبِ كلٍ من سانا ميناتوزاكي ومينا.

## الحياة الشخصية
في 2 يناير 2020، أكدت جاي واي بي إنترتينمنت (JYP Entertainment) و ليبل سي جي (Label SJ) ان مومو وكيم هي تشول عضوة فرقة الفتيان سوبر جونيور يتواعدان.  في 8 يوليو 2021 تم التأكيد على أن هيتشول ومومو قد انفصلا.

## الحياة المُبكّرة
وُلدت هيراي في كيوتو باليابان وعاشت سنواتها الأولى هناك. بدأت الرقص في سن الثالثة رفقة أختها الكبرى.

## المسيرة المهنيّة
اكتُشفت مومو وشقيقتها بواسطة جاي واي بي إنترتينمنت في فيديو انتشرَ عبر الإنترنت؛ فتمَّ اختبارهما في نيسان/أبريل 2012 ومن تم التوقيع معها كمتدربة مع العديد من زملائها من الأعضاء اليابانيين إلى أن أصبحت عضوًا في توايس. زادت شهرة مومو حينما تمَّ إقصاؤها من برنامج «سكس تين» ومع ذلك فقد أعادتها شركة جاي واي بي إنترتينمنت لأنهم كانوا بحاجة إلى راقصة.
في أكتوبر 2022، تم الإعلان عن مومو كسفيرة للعلامة التجارية الرياضية اليابانية، «أونيتسوكا تايجر». في يونيو 2023، تم اختيار مومو سفيرة لعلامة الأزياء الإيطالية ميو ميو.

## الصورة العامة والتأثير
في استطلاع غالوب الكوري الموسيقي السنوي لعام 2018، تم التصويت على مومو في المرتبة العشرين الأكثر شعبية في كوريا الجنوبية وهي ثاني أعلى شخص ياباني في الاستطلاع بعد زميلتها في الفرقة سانا. مومو هي واحدة من أشهر الآيدولز غير الكوريين منذ ظهورها لأول مرة وتنسب تشوسون إلبو شعبيتها إلى المساعدة في تحسين العلاقات بين كوريا الجنوبية واليابان. في عام 2023، تجاوزت ناعومي واتانابي وأصبحت أول شخص ياباني يصل إلى 10 ملايين متابع على إنستغرام فقط بعد ثمانية أشهر من فتح صفحتها على المنصة المذكورة.
اشتهرت مومو بلياقتها البدنية وحركات جسدها و تلقب بـ "آلة الرقص" وتعتبر من أفضل الراقصين في توايس.

## روابط خارجية
- هيراي مومو على موقع IMDb (الإنجليزية)
- هيراي مومو على موقع ميوزك برينز (الإنجليزية)
- هيراي مومو على موقع ديسكوغز (الإنجليزية)
- هيراي مومو على موقع قاعدة بيانات الفيلم (الإنجليزية)